# Eriz
Eriz är en ort och kommun i distriktet Thun i kantonen Bern, Schweiz. Kommunen har 475 invånare (2023).